# Fimbristylis anisoclada
Fimbristylis anisoclada är en halvgräsart som beskrevs av Jisaburo Ohwi. Fimbristylis anisoclada ingår i släktet Fimbristylis och familjen halvgräs. Inga underarter finns listade i Catalogue of Life.